# Jeleznakov (île)
L'île Jeleznakov (en russe Остров  Железнякова) est une île russe du groupe des îles Vostotchnye faisant elles-mêmes parties de l'archipel Nordenskiöld. Elle se trouve dans la mer de Kara.

## Géographie
L'île est située à environ 500 mètres à l'est de l'île Tyrtov.
L'altitude maximale de l'île est d'environ 25 mètres.

## Histoire
L'île fut découverte en 1902 par Fyodor Matisen, capitaine du Zaria, et fut nommée en l'honneur du timonier Vasily Aleksandrovič Jeleznikov (Василий Александрович Железников) qui avait participé à l'expédition polaire menée par Eduard von Toll. L'ile fut Železnjakov enregistrée avec une erreur d'orthographe : « Jeleznakov » à la place de « Jeleznikov ».

## Protection
Comme le reste de l’archipel, elle fait partie de la réserve naturelle du Grand Arctique depuis 1993.

## Sources